# أودا نوبوهيرو
أودا نوبوهيرو (باليابانية: 織田信広؛ بالكانا: おだ のぶひろ) هو ساموراي ياباني، ولد في القرن السادس عشر، وتوفي في 13 أكتوبر 1574.